# キャメロン島
 キャメロン島 (英: Cameron Island) は、カナダのヌナブト準州にある、クイーンエリザベス諸島の無人島である。面積は約1,059km2、海岸線の長さは約43km、幅は47から38km。アーノット海峡を挟んですぐ南にヴァニエ島がある。

## 商業的な石油生産
キャメロン島は、カナダの北極圏の島々で商業的な石油生産が行われた唯一の場所である。1985年から1996年まで、タンカーが島の南西にあるベントホーンからモントリオールまで軽質原油を輸送した。1996年に油田が放棄されるまで、合計280万バレルが生産された。1974年にパネクティックオイルによって発見された最初の油田は、1973年の石油危機の後、新たな原油供給源を見つけなければならないという緊急事態を反映したものであった。1996年の放棄は、この厳しい環境での資源開発の難しさを反映している。放棄後、1999年に最終的な浄化が行われた。現在の生産ライセンス（カナダ・サザン・ペトロリアム社が保有）は2010年に期限切れとなっている。
キャメロン島は荒涼としており、低い丘が連なる暗い色調の風景が広がっている。石油探査と陸上交通は冬季に集中し、ツンドラ地帯を横切る冬道が大型車両によって使用された。この脆弱な環境へのダメージを最小限に抑えるための努力が払われたが、植生がダメージを受けた場所では、夏の雪解けの深さが増した。最も懸念されたことは、永久凍土から有毒な掘削泥水が汲み上げられたときだった。掘り出された廃棄物を封じ込めることは地面の凍結に依存していた。
キャメロン島は1952年、鉱山技術調査局測量地図課の主任地図製作者マックスウェル・ジョージ・キャメロン (1951年没) にちなんで命名された。